# Thoirette
Thoirette est une ancienne commune française située dans le département du Jura en région Bourgogne-Franche-Comté.
Le 1er janvier 2017, elle fusionne avec Coisia pour former la commune nouvelle de Thoirette-Coisia.
Ses habitants sont appelés les Thoiretiens et Thoiretiennes.

## Géographie
Thoirette était la commune située la plus au sud de la région de Franche-Comté et du département du Jura, au bord de l'Ain et près du confluent de la Valouse et de l'Ain.

## Toponymie

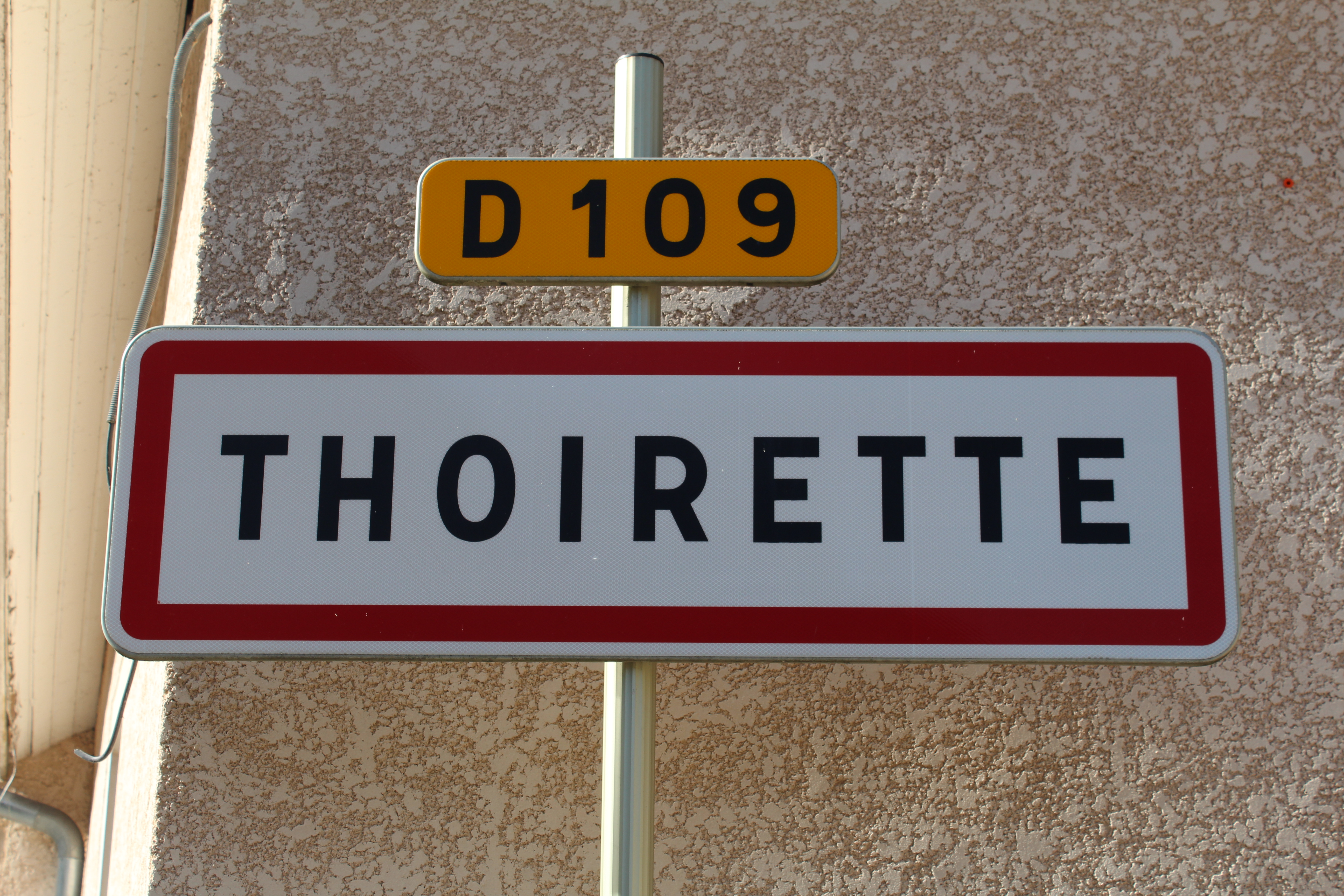
Panneau d'entrée.

La commune tire son nom du château de Thoire qui est le berceau de la  famille de Thoire. Cette maison du Bugey peut être mise au rang des maisons souveraines. Elle s’est alliée à celle des Beaujeu, Savoie, Bourgogne, Roussillon, des Baux, de Poitiers, de Genève etc.

## Histoire

### Seigneurie
Thoirette faisait partie du mandement de Montdidier. En revanche le territoire était scindé en plusieurs fiefs sans justices. Ces derniers appartenanient aux grandes familles nobles de la région comme celle de la Balme, de Dortans, de Cornod, de Vaugrineuse.
En 1196 Étienne Ier de Thoire (vers 1178 –1235) épouse  Agnès de Villars.  Aux terres du Bugey, entre autres Cerdon, Montréal, Arbent, Matafelon, Beauregard, Belvoir des Thoire s’ajoutent une grande partie de la Bresse avec les terres dombistes des Villars qui comprenaient les seigneuries de Villars, du Châtelard, d'Ambérieux-en-Dombes et de Trévoux.
En 1794, Thoirette absorbe la commune éphémère de Méligna.
Le 1er janvier 2017, elle fusionne avec Coisia pour former la commune nouvelle de Thoirette-Coisia dont elle devient une commune déléguée. Celle-ci est supprimée à compter du 1er janvier 2020.

## Politique et administration

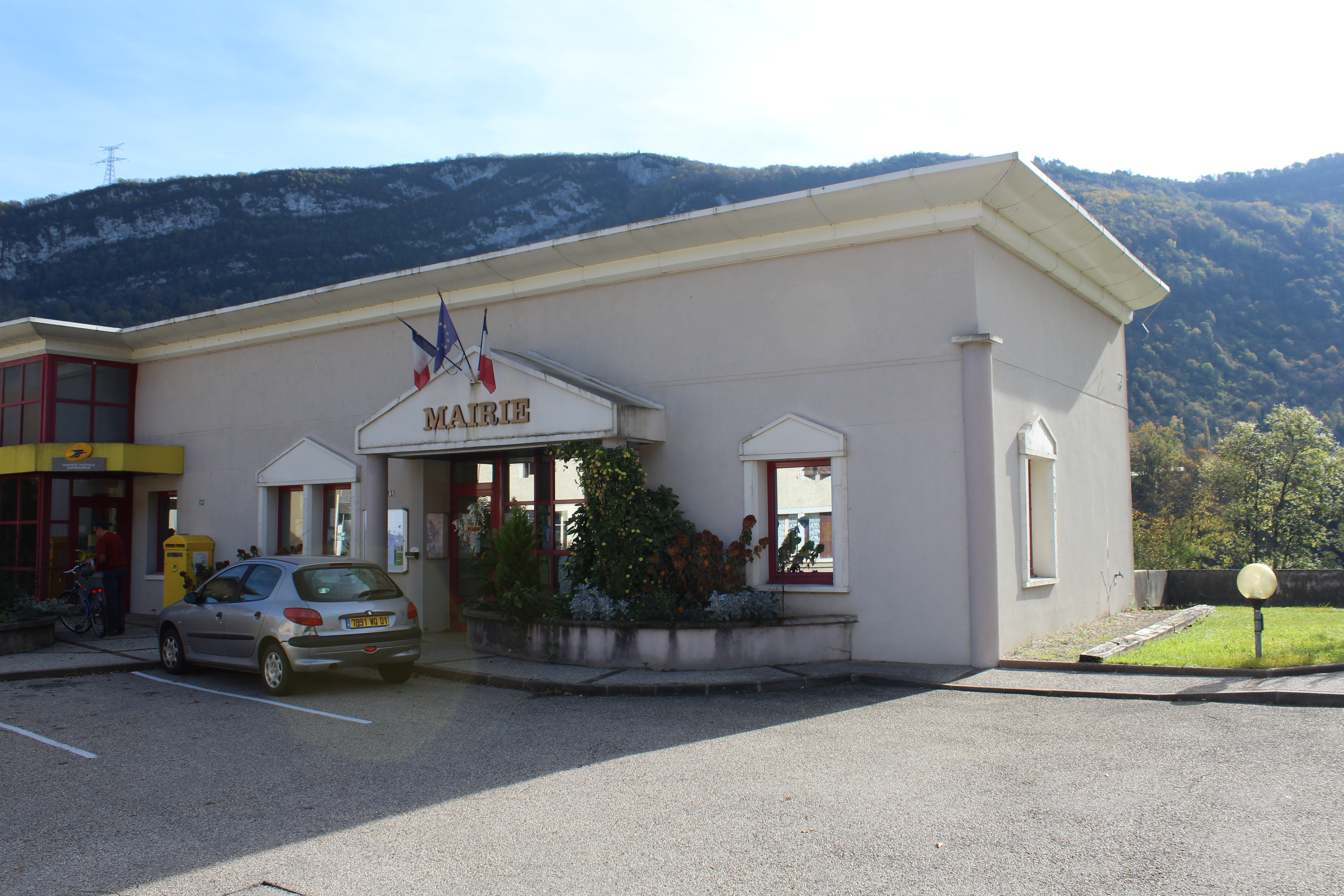
Mairie.

| Période      | Période          | Identité       | Étiquette | Qualité |
| ------------ | ---------------- | -------------- | --------- | ------- |
| janvier 2017 | mars 2017        | Martine Matias | DVD       |         |
| avril 2017   | 31 décembre 2019 | Hervé Brunet   |           |         |

| Période   | Période       | Identité       | Étiquette | Qualité |
| --------- | ------------- | -------------- | --------- | ------- |
| mars 1989 | mars 2001     | Roger Sogno    |           |         |
| mars 2001 | décembre 2016 | Martine Matias | DVD       |         |

## Démographie
L'évolution du nombre d'habitants est connue à travers les recensements de la population effectués dans la commune depuis 1793. À partir du 1er janvier 2009, les populations légales des communes sont publiées annuellement dans le cadre d'un recensement qui repose désormais sur une collecte d'information annuelle, concernant successivement tous les territoires communaux au cours d'une période de cinq ans. 
Pour les communes de moins de 10 000 habitants, une enquête de recensement portant sur toute la population est réalisée tous les cinq ans, les populations légales des années intermédiaires étant quant à elles estimées par interpolation ou extrapolation. Pour la commune, le premier recensement exhaustif entrant dans le cadre du nouveau dispositif a été réalisé en 2005,.
En 2014, la commune comptait 684 habitants, en évolution de +3,01 % par rapport à 2009 (Jura : −0,23 %, France hors Mayotte : +2,49 %).
| 1793 | 1800 | 1806 | 1821 | 1831 | 1836 | 1841 | 1846 | 1851 |
| ---- | ---- | ---- | ---- | ---- | ---- | ---- | ---- | ---- |
| 155  | 253  | 280  | 285  | 580  | 547  | 586  | 677  | 595  |

| 1856 | 1861 | 1866 | 1872 | 1876 | 1881 | 1886 | 1891 | 1896 |
| ---- | ---- | ---- | ---- | ---- | ---- | ---- | ---- | ---- |
| 601  | 563  | 546  | 549  | 551  | 527  | 541  | 472  | 490  |

| 1901 | 1906 | 1911 | 1921 | 1926 | 1931 | 1936 | 1946 | 1954 |
| ---- | ---- | ---- | ---- | ---- | ---- | ---- | ---- | ---- |
| 435  | 430  | 377  | 384  | 386  | 404  | 388  | 294  | 238  |

| 1962 | 1968 | 1975 | 1982 | 1990 | 1999 | 2005 | 2010 | 2014 |
| ---- | ---- | ---- | ---- | ---- | ---- | ---- | ---- | ---- |
| 205  | 223  | 234  | 291  | 427  | 543  | 617  | 681  | 684  |

## Culture locale et patrimoine

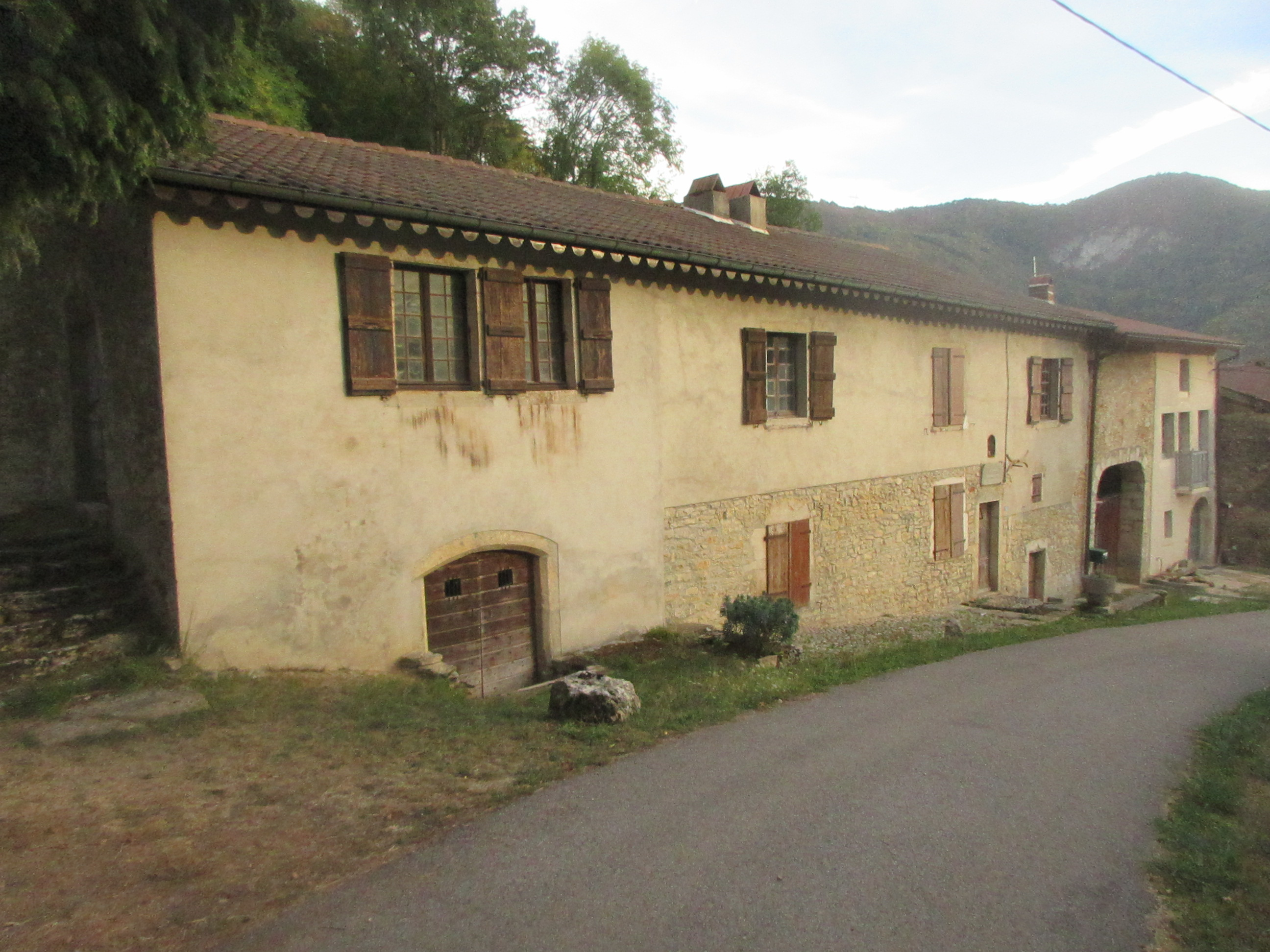
Maison natale de Xavier Bichat.

### Lieux et monuments
- L'église actuelle, dédiée comme la précédente, à l’Assomption de la Mère de dieu, qui a été bâtie en 1840 et se compose d’un clocher couronné par une flèche quadrangulaire, de trois nefs, d’un sanctuaire se terminant en hémicycle et de deux sacristies. La façade principale est percée de deux niches qui renferment deux belles statues en pierre.
- Le pont.
- Maison natale de Xavier Bichat[7].

#### Voies
| 63 odonymes recensés à Toirette au 16 décembre 2013           | 63 odonymes recensés à Toirette au 16 décembre 2013 | 63 odonymes recensés à Toirette au 16 décembre 2013 | 63 odonymes recensés à Toirette au 16 décembre 2013 | 63 odonymes recensés à Toirette au 16 décembre 2013 | 63 odonymes recensés à Toirette au 16 décembre 2013 | 63 odonymes recensés à Toirette au 16 décembre 2013 | 63 odonymes recensés à Toirette au 16 décembre 2013 | 63 odonymes recensés à Toirette au 16 décembre 2013 | 63 odonymes recensés à Toirette au 16 décembre 2013 | 63 odonymes recensés à Toirette au 16 décembre 2013 | 63 odonymes recensés à Toirette au 16 décembre 2013 | 63 odonymes recensés à Toirette au 16 décembre 2013 | 63 odonymes recensés à Toirette au 16 décembre 2013 | 63 odonymes recensés à Toirette au 16 décembre 2013 | 63 odonymes recensés à Toirette au 16 décembre 2013 |
| Allée                                                         | Avenue                                              | Bld                                                 | Chemin                                              | Cité                                                | Côte                                                | Impasse                                             | Montée                                              | Parc                                                | Passage                                             | Place                                               | Pont                                                | Route                                               | Rue                                                 | Autres                                              | Total                                               |
| ------------------------------------------------------------- | --------------------------------------------------- | --------------------------------------------------- | --------------------------------------------------- | --------------------------------------------------- | --------------------------------------------------- | --------------------------------------------------- | --------------------------------------------------- | --------------------------------------------------- | --------------------------------------------------- | --------------------------------------------------- | --------------------------------------------------- | --------------------------------------------------- | --------------------------------------------------- | --------------------------------------------------- | --------------------------------------------------- |
| 1                                                             | 0                                                   | 0                                                   | 4                                                   | 0                                                   | 0                                                   | 8                                                   | 1                                                   | 0                                                   | 1                                                   | 4                                                   | 0                                                   | 7                                                   | 9                                                   | 28                                                  | 63                                                  |
| Notes « N »                                                   | Notes « N »                                         | 1. 2. 3. 4. 5. 6. 7.                                | 1. 2. 3. 4. 5. 6. 7.                                | 1. 2. 3. 4. 5. 6. 7.                                | 1. 2. 3. 4. 5. 6. 7.                                | 1. 2. 3. 4. 5. 6. 7.                                | 1. 2. 3. 4. 5. 6. 7.                                | 1. 2. 3. 4. 5. 6. 7.                                | 1. 2. 3. 4. 5. 6. 7.                                | 1. 2. 3. 4. 5. 6. 7.                                | 1. 2. 3. 4. 5. 6. 7.                                | 1. 2. 3. 4. 5. 6. 7.                                | 1. 2. 3. 4. 5. 6. 7.                                | 1. 2. 3. 4. 5. 6. 7.                                | 1. 2. 3. 4. 5. 6. 7.                                |
| Sources : rue-ville.info & OpenStreetMap & FNACA-GAJE du Jura |                                                     |                                                     |                                                     |                                                     |                                                     |                                                     |                                                     |                                                     |                                                     |                                                     |                                                     |                                                     |                                                     |                                                     |                                                     |

### Personnalités liées à la commune
(par ordre chronologique de naissance)
- Joseph Perruquet de Montrichard (Thoirette 1760 - Strasbourg, Bas-Rhin 1828) : général de division.
- Xavier Bichat (Thoirette 1771 - Paris 1802) : médecin  anatomiste et physiologiste.